# Stopanska banka Bitola
Stopanska banka Bitola (code MBI 10 : SBT) est une banque macédonienne qui a son siège social à Bitola. Elle entre dans la composition du MBI 10, l'indice principal de la Bourse macédonienne.

## Histoire

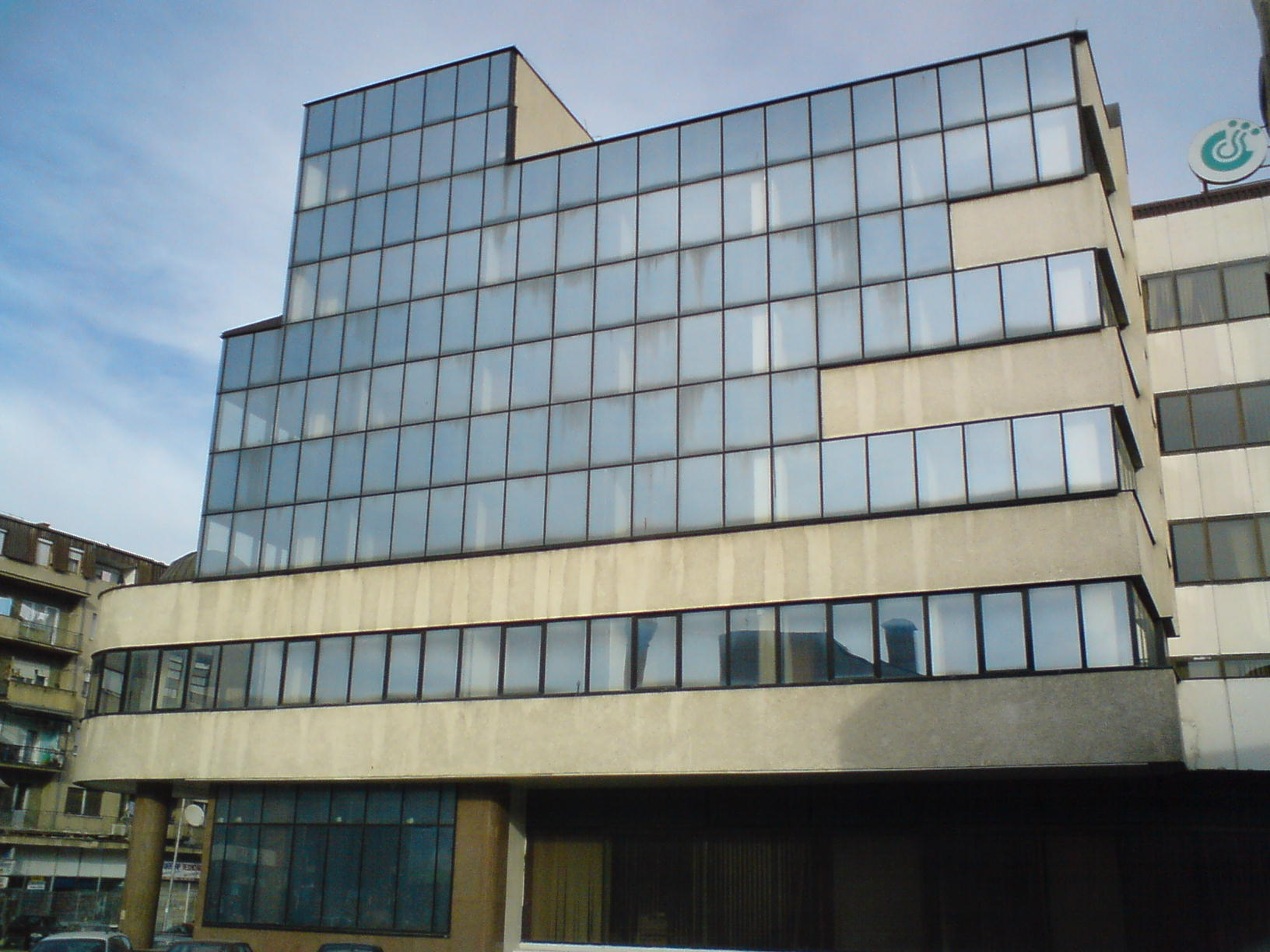
La direction de Stopanska banka Bitola

La banque a été fondée en 1990. Elle est issue de la scission de la Stopanska banka Skopje en cinq banques différentes. Elle hérite des infrastructures de cette dernière ainsi que de la Komunalna banka Bitola, qui avait été créée en 1948 et avait fusionné avec la Stopanska banka en 1973.